# Кулыново
Кулыново — деревня в Большесельском сельском поселении Большесельского района Ярославской области.
Деревня Кулынова указана на плане Генерального межевания Рыбинского уезда 1792 года.

## Население
По данным статистического сборника «Сельские населенные пункты Ярославской области на 1 января 2007 года», в деревне Кулыново проживает 9 человек. По топокарте на 1981 год в деревне проживало 0,03 тыс. человек.

## География
Деревня расположена в центральной части района, на расстоянии около 4 км к северо-востоку от Большого села. Она стоит 
на удалении около 1 км к западу от дороги, ведущей от Большого села через станцию Лом к федеральной трассе Р151 Ярославль — Рыбинск. Деревня стоит на открытом пространстве, рядом с ней стоят деревни Гартово к северо-востоку и Стрябково к северу. К западу от деревни заболоченный лес, окружающий посёлок Дунилово. Многочисленные осушительные канавы в этом лесу сбрасывают воды в протекающую юго-западнее реку Курбица.